# Destrucción de la presa de Kajovka
La destrucción de la presa de Kajovka ocurrió el 6 de junio de 2023 en la parte oriental del óblast de Jersón, Ucrania, mientras estaba bajo ocupación militar en el contexto de la invasión rusa de Ucrania, amenazando a la región con «inundaciones devastadoras».
Las indicaciones de una explosión a principios del 6 de junio incluyeron sonidos similares a explosiones en la central hidroeléctrica según fuentes ucranianas y rusas, señales sísmicas recibidas por el sistema NORSAR y una firma de calor infrarrojo de una gran explosión detectada por satélite. Las inundaciones y los daños en la presa se confirmaron visualmente rápidamente. Expertos en ingeniería y municiones consultados por el New York Times dijeron que la causa más probable fue una explosión desde adentro.  El Instituto para el Estudio de la Guerra dijo que «el balance de evidencia, razonamiento y retórica» sugiere que las fuerzas rusas volaron la presa. Las fuerzas rusas fueron acusadas por Ucrania y sus aliados de volar la presa para obstaculizar la contraofensiva ucraniana planeada, mientras que Rusia señaló a Ucrania como culpable del ataque.
Los niveles de agua en el embalse de Kajovka, controlado por Rusia, habían estado subiendo durante meses y estaban en su punto más alto en 30 años cuando la presa falló.
Miles de residentes río abajo fueron evacuados y las inundaciones sumergieron varias aldeas en áreas controladas por ambos bandos. Se informó que entre 41 y 58 personas habían muerto a 21 de junio del 2023, al igual que muchos animales. Las fuerzas armadas de Rusia no cesaron su bombardeo de objetivos civiles durante las evacuaciones de la población,  por lo que se estiman más víctimas.
Se cree que las inundaciones río abajo, mezcladas con desechos humanos e industriales han creado la mayor crisis ecológica en Ucrania desde el accidente de Chernóbil de 1986. La pérdida de agua del embalse ha causado una gran sequía en la región de Dnipró —controlada por Ucrania— y podría amenazar el suministro de agua a largo plazo de la central nuclear de Zaporiyia y la península de Crimea, si bien no existe un riesgo inmediato para estas zonas invadidas por Rusia

## Antecedentes

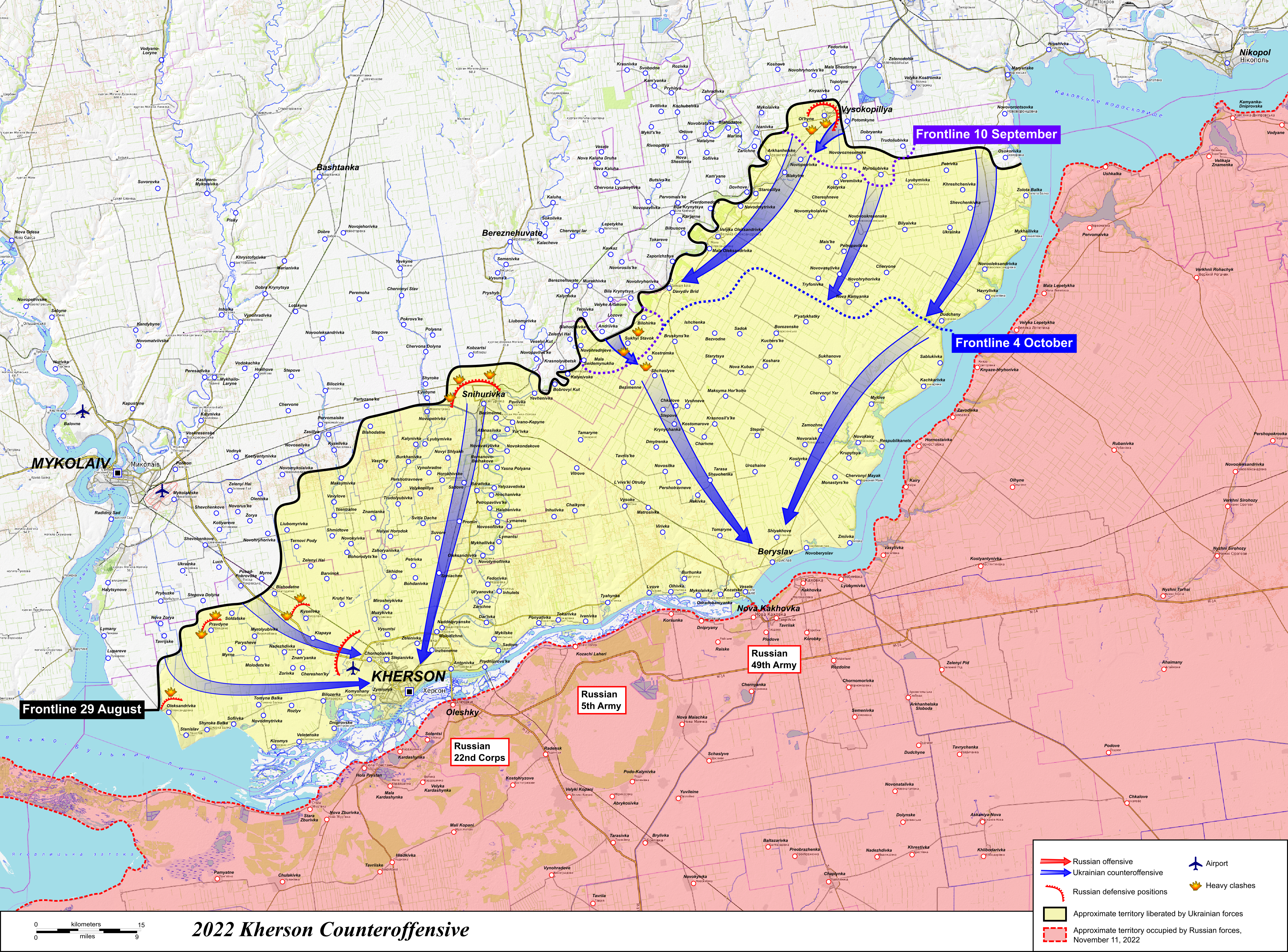
Un mapa que destaca la tierra recuperada por Ucrania (amarillo) y la tierra ocupada por Rusia (rojo). A partir del 6 de junio de 2023, el río Dniéper es la primera línea.

Durante la Segunda Guerra Mundial ya hubo en Ucrania dos voladuras de embalses; en la presa del Dniéper, 600 km al norte de Nueva Kajovka. La primera de ellas fue causada en agosto de 1941 por las fuerzas de la NKVD soviética en retirada ante el avance de las tropas de la Alemania nazi en la Operación Barbarroja, resultando en la muerte de entre 20 000 y 100 000 civiles, además de soldados del Ejército Rojo. La segunda causada por la retirada de los ocupantes nazis en 1943, tras la contraofensiva soviética en la batalla de Kursk.
La presa de Kakhovka fue construida en 1956, mientras Ucrania formaba parte de la Unión Soviética.
Las fuerzas rusas tomaron la presa en febrero de 2022, durante los primeros días de la invasión rusa de Ucrania ocurrida ese año.
En los meses siguientes de ataques rusos contra la infraestructura ucraniana, la presa del río Oskol fue destruida las fuerzas terrestres rusas, causando un desastre ecológico en su ribera.
Según trascendió en el Washington Post el 29 de diciembre de 2022, Ucrania consideró atacar la presa durante la contraofensiva de Jersón para impedir el cruce del Dniéper a las fuerzas rusas, pero ante el riesgo de causar inundaciones en zonas civiles, decidió no recurrir al bombardeo de la presa. El general ucraniano Andréi Kovalchuk, comandante inicial de la contraofensiva, lo confirmó en una entrevista con dicho medio, donde explicó que se estudió la rotura controlada de las compuertas de la presa mediante misiles HIMARS para impedir el cruce ruso al tiempo pero sin causar la inundación de aldeas próximas. Para ello se realizó un ataque de prueba a una de las compuertas, que resultó exitoso, pero debido al peligro de inundaciones que un bombardeo de la presa podría suponer para las zonas aguas abajo, se detuvo la intentona.
Ante el éxito de la contraofensiva ucraniana, el 21 de octubre de 2022 el Presidente de Ucrania apareció en televisión y acusó a Rusia de planear romper la presa usando explosivos en represalia. Sin embargo, según Associated Press las fuerzas rusas solo destruyeron la carretera a Nueva Kajovka y su tramo en la coronación de la presa para impedir un avance ucraniano, aunque dañando algunas de las compuertas.
El 12 de noviembre de 2022, las fuerzas armadas rusas cortaron en su huida diversos cruces sobre el Dniéper, según las acusaciones del gobierno ucraniano y la población local. Entre esas acusaciones, se afirmó que Rusia habría destruido completamente la carretera que atraviesa la presa por su coronación, lo cual podría haber causado más daños a las compuertas, y trascendió en redes sociales un vídeo que mostraría dicha supuesta destrucción.
Antes del incidente, el nivel de las aguas del embalse había oscilado peligrosamente, alcanzando mínimos y máximos récord desde que se iniciaron los registros, hace 30 años.
El 10 de febrero, tanto las autoridades ucranianas como Ukrhydroenergo —la compañía hidroeléctrica de Ucrania— denunciaron que, tras la voladura del puente de la coronación de la presa en noviembre, los rusos habrían abierto las compuertas del embalse con objetivo de inundar el área aguas abajo del embalse para evitar que las fuerzas ucranianas cruzaran el Dniéper y alertaron del posible peligro que más reducciones supondrían a la central nuclear de Zaporiyia. En otra dirección apuntó David Helms, meteorólogo estadounidense, que afirmó que el drenado del embalse se debería al transvase de sus aguas para el relleno de 23 embalses en la Península de Crimea, controlada por Rusia. Esta reducción de las aguas, corroborable mediante imágenes por satélite, puso al embalse en los niveles más bajos desde que se tiene memoria y abocó a las zonas ribereñas a cortes de suministro.
En los meses posteriores la situación se revirtió, siendo visible en las imágenes por satélite que las aguas subían amenazadoramente. Según el New York Times, la presa controlada por Rusia corría el riesgo de inundarse, pareciendo rebosar sobre la misma. Desde finales de febrero de 2023 el agua embalsada fue incrementándose como parte del periodo de aumento estacional de agua pero, ya fuera de forma deliberada o por negligencia, las autoridades rusas no abrieron las compuertas al llegar de nuevo las aguas a su nivel habitual, continuando el incremento hasta alcanzarse a finales de mayo niveles máximos récord en 30 años y llegando a inundarse islas habitadas. Esta situación hidrológica continuó empeorando hasta la destrucción de la presa.
El 30 de mayo, una semana antes de la ruptura del embalse, el gobierno ruso decretó que no se investigaran los accidentes en instalaciones industriales e hidroeléctricas en la Ucrania ocupada «que ocurrieran como resultado de actos hostiles, sabotaje y actos de terrorismo» hasta 1 de enero de 2028.

## Destrucción de la presa
El 5 de junio de 2023 las fuerzas armadas de Ucrania comenzaron operaciones ofensivas a lo largo del frente entre Oríjiv y Soledar. El gobierno ruso afirmó haber repelido los ataques y destruido varios blindados cedidos por países occidentales a Ucrania.

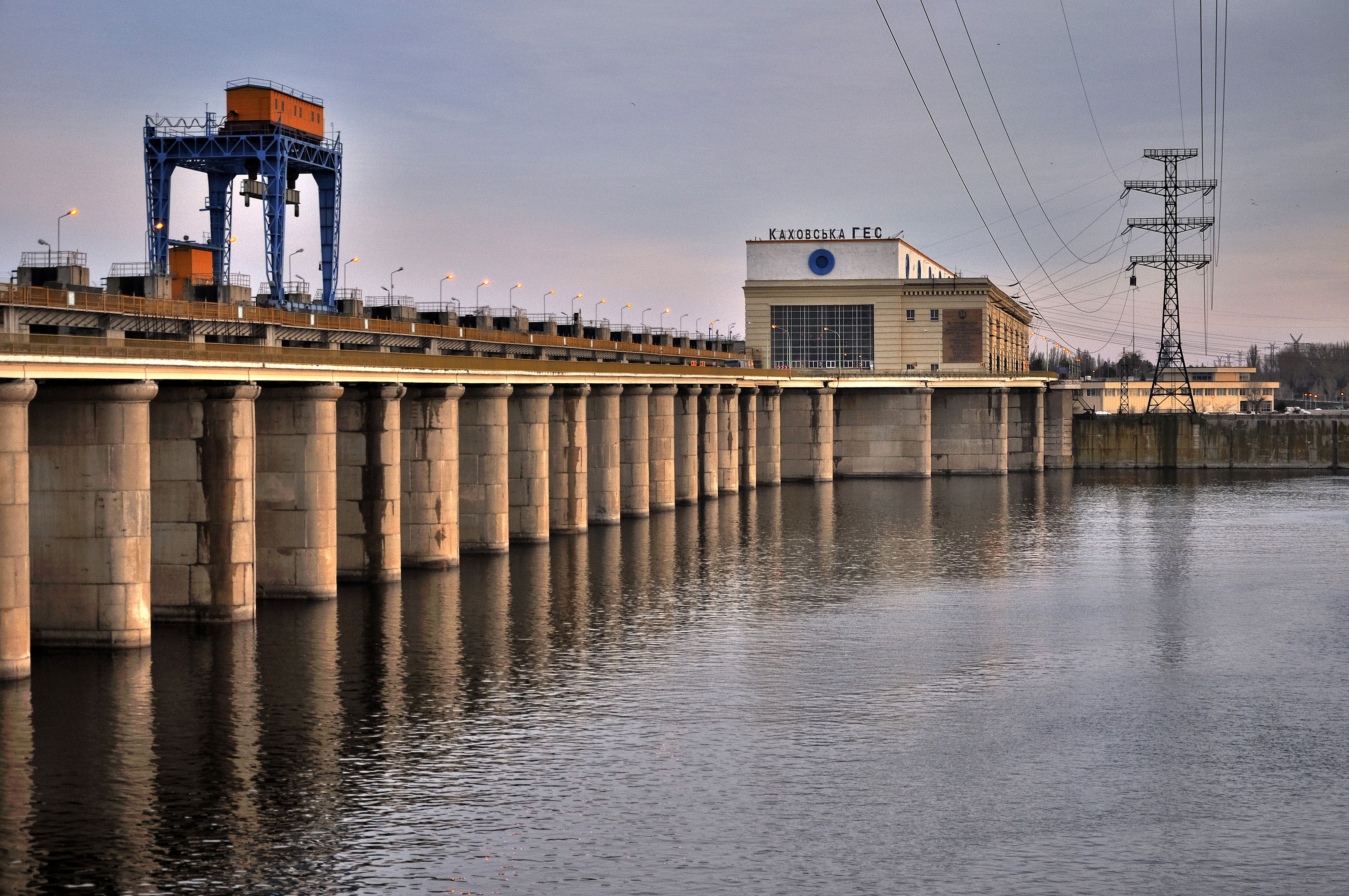
La parte de la presa, cerca de la sala de turbinas de la central, que mostró daños unos días antes de la ruptura.

En ese contexto, el 6 de junio, la presa estaba bajo control ruso y con el nivel del agua en máximos históricos. A las 02:50 de la mañana, se produjo una «explosión interna de las estructuras» de la presa, según el presidente ucraniano Volodymyr Zelenskyy. La sección central de la presa de 3,2 km (2,0 millas) de ancho fue efectivamente destruida, lo que provocó inundaciones generalizadas río abajo.
Las imágenes satelitales obtenidas por BBC News indicaron que la condición de la presa se había estado deteriorando desde el 1 de junio o antes, y que la carretera que cruza la presa por su coronación sufrió más daños el 2 de junio. El sistema de detectores sísmico NORSAR (incluido uno en Rumanía, a 620 kilómetros (385,3 mi) de la presa), detectó señales que los científicos interpretaron como un evento sísmico débil en la dirección del presa a las 02:35, y una señal más fuerte de magnitud 1-2, que representaría una explosión, a las 02:54.

### Análisis occidental
Expertos consultados por The New York Times dijeron que la causa más probable fue una explosión desde el interior, y agregaron que un ataque desde el exterior o un fallo estructural, aunque posible, eran menos plausibles. Según The Economist, se pudo escuchar una gran explosión hasta a 80 km de la presa.
Según Chris Binnie, investigador en ingeniería de mareas y ciencias ambientales de la Universidad de Exeter, parecía haber dos brechas en la presa, «a ambos lados de una estructura». Argumentó que un exceso en el nivel del agua aguas arriba solo habría creado una única brecha y, por lo tanto, fue excluido. Excluyó los bombardeos de Ucrania como explicación debido a la improbabilidad de que los bombardeos pudieran haber llevado «explosines masivas cerca de los cimientos».

## Acusaciones mutuas
Se discutió la atribución de la destrucción de la presa. Según Reuters, ninguna de las partes proporcionó evidencia pública inmediata para respaldar sus acusaciones.

### Acusaciones por parte de Ucrania contra Rusia
Las autoridades ucranianas afirmaron que las fuerzas rusas destruyeron la presa. La agencia estatal de energía hidroeléctrica de Ucrania, Ukrhydroenergo, dijo que la presa quedó «totalmente destruida» después de una explosión desde el interior de la sala de máquinas. Funcionarios ucranianos dijeron que Rusia destruyó la represa «en pánico» para frenar la contraofensiva planeada por Ucrania.
Ucrania culpó a la 205.º Brigada Independiente de Fusileros Motorizados de Rusia, con base en Nueva Kajovka, por volar la presa. El canal de Telegram de la brigada advirtió en octubre de 2022 que la presa estaba minada y que explotaría si las fuerzas ucranianas intentaban cruzar el Dniéper, y también dio consejos a las tropas rusas para que se mantuvieran a salvo.
Según el Instituto para el Estudio de la Guerra (ISW), Rusia tenía un «mayor y más claro interés en inundar la margen izquierda», ya que ensancharía el Dniéper y dificultaría el paso de Ucrania, a costa de inundar algunas de sus propias posiciones. A principios de junio, Rusia vació el agua del embalse para obligar a los grupos de reconocimiento ucranianos a abandonar las islas río abajo.
El ministro de Relaciones Exteriores de Ucrania, Dmitró Kuleba, criticó a los medios internacionales por presentar las afirmaciones de Ucrania y Rusia como igualmente creíbles, argumentando que esto «pone los hechos y la propaganda en pie de igualdad».

### Acusaciones por parte de Rusia contra Ucrania
El alcalde asignado por Rusia a Nueva Kajovka dijo inicialmente que la presa no estaba dañada, pero luego culpó a Ucrania. Dmitri Peskov, secretario de prensa de Vladímir Putin, negó la participación rusa y lo llamó sabotaje ucraniano. Los medios estatales rusos culparon al fuego de artillería ucraniano de un lanzacohetes múltiple Vilkha.
La presa suministró previamente el 85% del agua a Crimea controlada por Rusia a través del Canal de Crimea del Norte; según Peskov, la destrucción de la presa fue un «intento ucraniano calculado de cortar el suministro de agua» a Crimea. No obstante, Crimea no depende exclusivamente de la presa para abastecerse de agua; Crimea se abasteció de agua sin recurrir al mismo entre las invasiones rusas de 2014, cuando Ucrania cortó el suministro, y 2022, cuando las fuerzas de ocupación lo reestablecieron.
En su primera reacción, el presidente ruso, Vladímir Putin, culpó a Ucrania y la acusó de «un acto de barbarie que ha llevado a una catástrofe ambiental y humanitaria a gran escala».

## Víctimas
A 21 de junio del 2023, se han contabilizado 41 fallecidos según las autoridades rusas y 58 según las ucranianas como consecuencia de las inundaciones resultantes.
Se estiman más víctimas debidas a los bombardeos realizados por Rusia sobre la población civil ucraniana que buscaba refugio. Se ha documentado el uso de artillería contra puntos de evacuación para los damnificados como escuelas, mientras que se ha confirmado la muerte de tres civiles tras el ataque a una embarcación de rescate.

## Impactos

### Inundaciones y evacuaciones

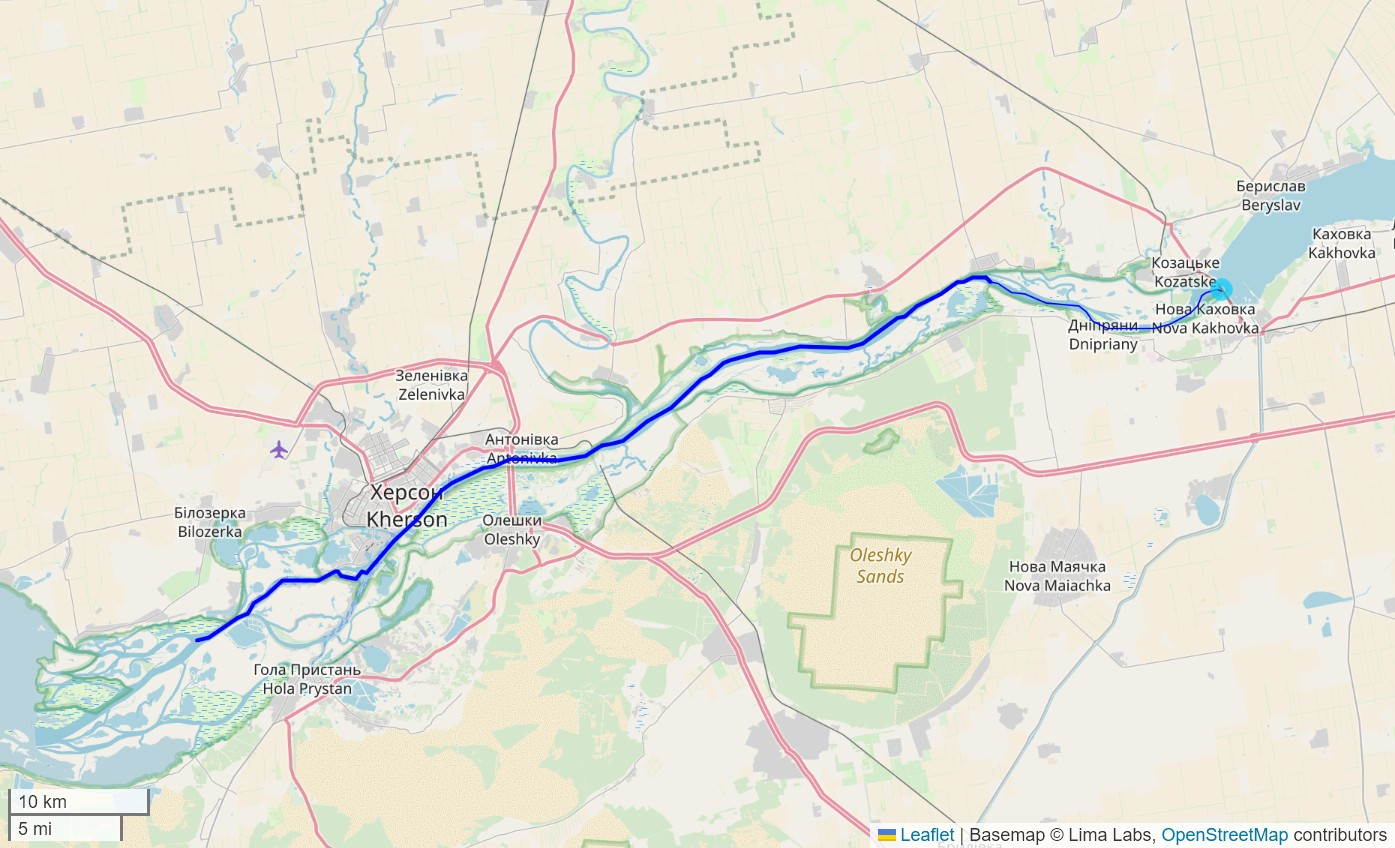
Curso del Dniéper desde la presa de Kajovka

El día después de la destrucción de la represa, el fiscal general de Ucrania estimó que unas 40.000 personas ubicadas en tierras controladas por Ucrania y Rusia probablemente se verían afectadas por las inundaciones.
El terreno del lado controlado por las fuerzas ucranianas, al norte del río, tiene una altura media superior respecto a la margen sur, ocupada por las fuerzas rusas, lo que indujo que la inundación alcanzara más extensión y profundidad en dicho lado. Según Zelenskyy, las fuerzas rusas sabían esto, pero «no se pensaron dos veces inundar sus territorios ocupados» con tal de dificultar la contraofensiva ucraniana.
La Policía Nacional de Ucrania pidió a todos en la orilla occidental controlada por Ucrania del Dniéper que evacuaran, incluidos Mykolaivka, Olhivka, Lyovo, Tyaginka, Poniativka, Ivanovka, Tokárivka, Poniativka, Prydniprovske, Sadove, la isla de Korabel y partes de Jersón para evacuar, apagar los aparatos eléctricos y llevar documentos y elementos esenciales. Según las autoridades ucranianas, se llevó a cabo una evacuación de 17 000 personas de los territorios bajo control ucraniano, con 24 aldeas sucumbiendo a las inundaciones.
Según las fuerzas terrestres ucranianas, el ejército ruso continuó bombardeando la margen derecha durante la evacuación.
En Nova Kakhovka, controlada por Rusia, en el extremo este de la presa, 22 000 personas viven en áreas de riesgo de inundaciones y se informó que 600 casas se inundaron. Las autoridades de ocupación rusa rusas declararon el estado de emergencia en la margen izquierda del río.  En la mañana del 6 de junio, Andrey Alekseyenko, jefe interino de la administración local instalada por Rusia, informó que catorce localidades estaban en el área en riesgo de inundación en la orilla del río bajo su control: Bilohrudove, Dnipriany, Hola Prystan, Kardashynka, Kokhany, Korsunka, Kozachi Laheri, Krynky, Mala Kardashynka, Oleshky, Pishchanivka, Solontsi, Stara Zburyivka y Zabaryne, así como las islas del bajo Dniéper.
Según la población local y las autoridades ucranianas, las fuerzas de ocupación rusas no hicieron demasiados esfuerzos en evacuar a los ciudadanos en las zonas inundadas bajo su control, y algunos residentes declararon que los invasores sólo evacuaron a civiles con pasaporte ruso, abandonando «a su suerte» a la población local. Otros se negaron a ser rescatados, por miedo a ser deportados a Rusia. Ante esta situación, numerosos civiles atrapados en lado oriental del Dniéper tuvieron que ser evacuados por rescatistas ucranianos, que denunciaron haber sido tiroteados durante las operaciones de salvamento por soldados de las fuerzas armadas rusas, pese a no portar armas y estar evacuando a civiles. Se reportaron tres civiles muertos y once heridos como consecuencia de estos ataques.
Las aguas de la inundación se desataron debido a los daños, lo que podría agotar los niveles de agua río arriba que enfrían la central nuclear de Zaporiyia.

### Contraofensiva
Las inundaciones pueden obstaculizar una contraofensiva ucraniana planificada al dificultar que el ejército ucraniano cruce el río Dniéper hacia el territorio ocupado por Rusia, y viceversa.  Según algunos expertos militares occidentales, Rusia se beneficia militarmente de las inundaciones. Por otro lado, el movimiento de las aguas dispersó buena parte de los campos de minas del lado sur, dispuestas por los rusos para obstaculizar el avance ucraniano, haciendo impredecible la ubicación de las minas y poniendo en riesgo a la población.
Vladimir Saldo, el gobernador instalado por Rusia del Jersón ocupado, dijo que «en términos militares, la situación se ha desarrollado de una manera que favorece operativa y tácticamente a las fuerzas rusas». El gobernador se jactó de que facilitaría la defensa de Rusia en el área. Sin embargo, el exdirector de la CIA, el general David Petraeus, dijo que no veía ninguna implicación para la contraofensiva ni ninguna otra implicación militar importante.
Según otros analistas militares, la destrucción evitará que Ucrania cruce el Dniéper sobre la presa, y las inundaciones harán que el suelo del lado ruso se vuelva pantanoso durante las próximas semanas, lo que impedirá su uso por parte de maquinaria pesada como tanques. Esto asegurará el flanco sur ruso, liberando recursos militares para repeler la ofensiva de Ucrania en otras partes del frente. Además, la destrucción provocó una gran emergencia civil que agotaría los recursos que Ucrania podría haber utilizado en la guerra, y también tuvo efectos que debilitarían la economía de Ucrania, como la pérdida de ingresos de la agricultura.

### Suministro de agua
El agua del embalse de la presa abastece el sur de Ucrania y la península de Crimea río abajo y la planta nuclear de Zaporizhzhia río arriba.
La pérdida de agua del embalse ha causado una gran sequía en las riberas río arriba, controladas por Ucrania.
Los medios estatales rusos informaron que el alcalde de Nueva Kajovka, instalado por Rusia, dijo que habrá «problemas» con los suministros de agua provenientes del Canal de Crimea del Norte a Crimea debido a la destrucción de la presa.
Se necesita un nivel de agua mínimo de 12,7 m para proporcionar agua de refrigeración a la central nuclear de Zaporizhzhia. Sin embargo, hay varias fuentes alternativas adecuadas para el agua de refrigeración esencial mientras los reactores están en su estado actual de parada. El director general de la Agencia Internacional de Energía Atómica dijo: «Nuestra evaluación actual es que no existe un riesgo inmediato para la seguridad de la planta».
Inicialmente, se informó que el nivel del agua descendió 0,35 metros por hora. 24 horas después de la brecha, el nivel del agua en Nikopol había caído 2,5 metros y se encontraba en 14:41.

## Reacciones
El artículo 56 del Protocolo I de los Convenios de Ginebra prohíbe la destrucción deliberada de «instalaciones que contengan fuerzas peligrosas», como las presas.

### De parte de Rusia
El portavoz del Kremlin, Dmitry Peskov, dijo: «Este sabotaje también está relacionado con el hecho de que, tras lanzar operaciones ofensivas a gran escala hace dos días, las fuerzas armadas ucranianas no están logrando sus objetivos. El régimen de Kiev debe asumir toda la responsabilidad por todas las consecuencias».
El ministro de Defensa, Sergey Shoigu, dijo que Ucrania voló la presa para «evitar la ofensiva rusa en este sector del frente». El jefe del óblast ocupado de Jersón, Vladímir Saldo, dijo que, desde el punto de vista militar, la falla de la presa «es operativa y tácticamente a favor de las fuerzas rusas». TASS informó que en la situación actual el cruce ucraniano del Dniéper como parte de su supuesta contraofensiva es prácticamente imposible.
La portavoz del Ministerio de Relaciones Exteriores de Rusia, Maria Zakharova, dijo: «(...) Me refiero a lo que sucedió ayer en la HPP Kakhovka. Esto realmente debería ser un tema de estudio, investigación e investigación en todo el mundo. La reacción de Occidente en todas estas situaciones es 100% predecible. Es un deseo interminable culpar a Rusia por todo lo que sucede, independientemente de si realmente sucedió o es un producto de la imaginación».

### De parte de Ucrania
En SU canal oficial de Telegram, el presidente de Ucrania, Volodymyr Zelensky, dijo: «Los terroristas rusos, al destruir la represa de la central hidroeléctrica Kakhovskaya, solo confirman al mundo entero que deben ser expulsados de todos los rincones de la tierra ucraniana. No se les puede dejar ni un solo metro, porque utilizan cada metro para el terror. Solo la victoria de Ucrania restaurará la seguridad. Y esta victoria será».
El jefe de la Oficina del Presidente de Ucrania, Andriy Yermak, dijo que la voladura de la HPP Kakhovskaya es un acto de ecocidio.
El ministro de Relaciones Exteriores, Dmytro Kuleba, dijo que Rusia provocó el mayor desastre tecnológico en Europa en décadas y puso en peligro la vida de miles de civiles.
El jefe de la SBU, Vasyl Malyuk, «Al volar la represa Kakhovskaya HPP, la Federación Rusa finalmente demostró que es una amenaza para todo el mundo civilizado. Nuestra tarea es llevar ante la justicia no solo a la cúpula del régimen de Putin, sino también a los perpetradores comunes de crímenes».

### Internacionales
António Guterres, el secretario general de la ONU, dijo que el colapso fue «otra consecuencia devastadora de la invasión rusa de Ucrania» y afirmó que «los ataques contra civiles y la infraestructura civil crítica deben cesar».
El secretario general de la OTAN, Jens Stoltenberg, declaó que «la destrucción de la represa Kakhov hoy pone en peligro a miles de civiles y causa graves daños al medio ambiente. Este es un acto escandaloso que demuestra una vez más la brutalidad de la guerra de Rusia en Ucrania».
El presidente del Consejo Europeo, Charles Michel, calificó la voladura de una central hidroeléctrica como un crimen de guerra por parte de Rusia. El Consejo de Europa declaró: «Condenamos en los términos más enérgicos la destrucción de la represa Nova Kakhovka en la región de Kherson de Ucrania».
El secretario de Relaciones Exteriores británico, James Cleverley, que estaba en Ucrania en el momento del bombardeo, dijo que «la única razón por la que esto es un problema es por una invasión a gran escala no provocada por parte de Rusia».
El canciller alemán, Olaf Scholz, calificó la detonación de la central hidroeléctrica como una «nueva dimensión» de la guerra ruso-ucraniana y agregó que su país apoyará a Ucrania todo el tiempo que sea necesario. y dijo: «A todas luces, esta es una agresión de la parte rusa para detener la ofensiva ucraniana, para defender su propio país».
Jefe de la Delegación de la Unión Europea en Ucrania, Matti Maasikas dijo: 

La destrucción de la presa en Nova Kakhovka tiene profundas consecuencias militares. Pero también humanitarias, que afectan directamente a decenas, si no cientos de miles de civiles. La oficina de la UE en Ucrania ha ya comenzamos a cooperar con socios ucranianos e internacionales, para planificar nuestra ayuda

El presidente de Rumanía, Klaus Iohannis, condenó la destrucción de la presa y se refirió a ella como «otro crimen de guerra de Rusia contra civiles inocentes». También pidió que Rusia rinda cuentas y expresó su simpatía por las víctimas. La presidenta de Moldavia, Maia Sandu, y el primer ministro, Dorin Recean, condenaron el incidente y expresaron que Moldavia estaba lista para brindar asistencia a Ucrania para mitigar los daños causados por las inundaciones.
El Ministerio de Relaciones Exteriores de la República Checa afirmó que las acciones de Rusia están «poniendo en peligro deliberadamente la vida de decenas de miles» de civiles y «deben ser condenadas y castigadas».
El representante permanente de China ante las Naciones Unidas, Zhang Jun, pidió «a todas las partes del conflicto que respeten el derecho internacional humanitario y hagan todo lo posible para proteger a los civiles y la infraestructura civil». La oficina del presidente turco Recep Erdoğan dijo después de la llamada con Zelenskyy que «se podría establecer una comisión con la participación de expertos de las partes en conflicto, las Naciones Unidas y la comunidad internacional, incluida Turquía, para una investigación detallada de la explosión en la represa de Kakhovka».

## Consecuencias

### Daños en la logística
Según el pronóstico preliminar de Ukrhydroenergo, se espera que el agua del embalse de Kakhov fluya completamente por el Dniéper para el 12 de junio de 2023. El volumen de agua es de 18,2 km3.
«El embalse de Kajovka se vaciará muy rápidamente. Este es un fondo desnudo con limo y causará la muerte de cientos de especies de plantas y animales. Esto supondrá escasez de agua potable y sequía en todo el sur, que se abastecía de agua precisamente de la UHE Kakhovskaya. Estos son cementerios de ganado borrosos, cementerios, entierros que terminarán en las aguas superficiales de las tierras bajas del Dniéper» — Jefe del Centro Ecológico Nacional de Ucrania, Ruslan Havryliuk
Se almacenaban 450 toneladas de petróleo tanto en las turbinas como en los transformadores de la UHE Kakhovskaya. No sabemos exactamente cuánto petróleo se derramó, pero entendemos que son más de 150 toneladas. Se asienta en algún lugar a lo largo de la corriente, porque es un gran lavado, y eventualmente terminará en el Mar Negro.— Director General de Ukrhydroenergo, Ihor Syrota
Los estanques de enfriamiento para los reactores ZNPP toman agua para enfriamiento del embalse Kakhovsky, aún se está analizando qué sucederá si el nivel del agua cae a un nivel crítico. Los expertos de Energoatom monitorean constantemente la situación con el nivel del agua.

### Ambientales

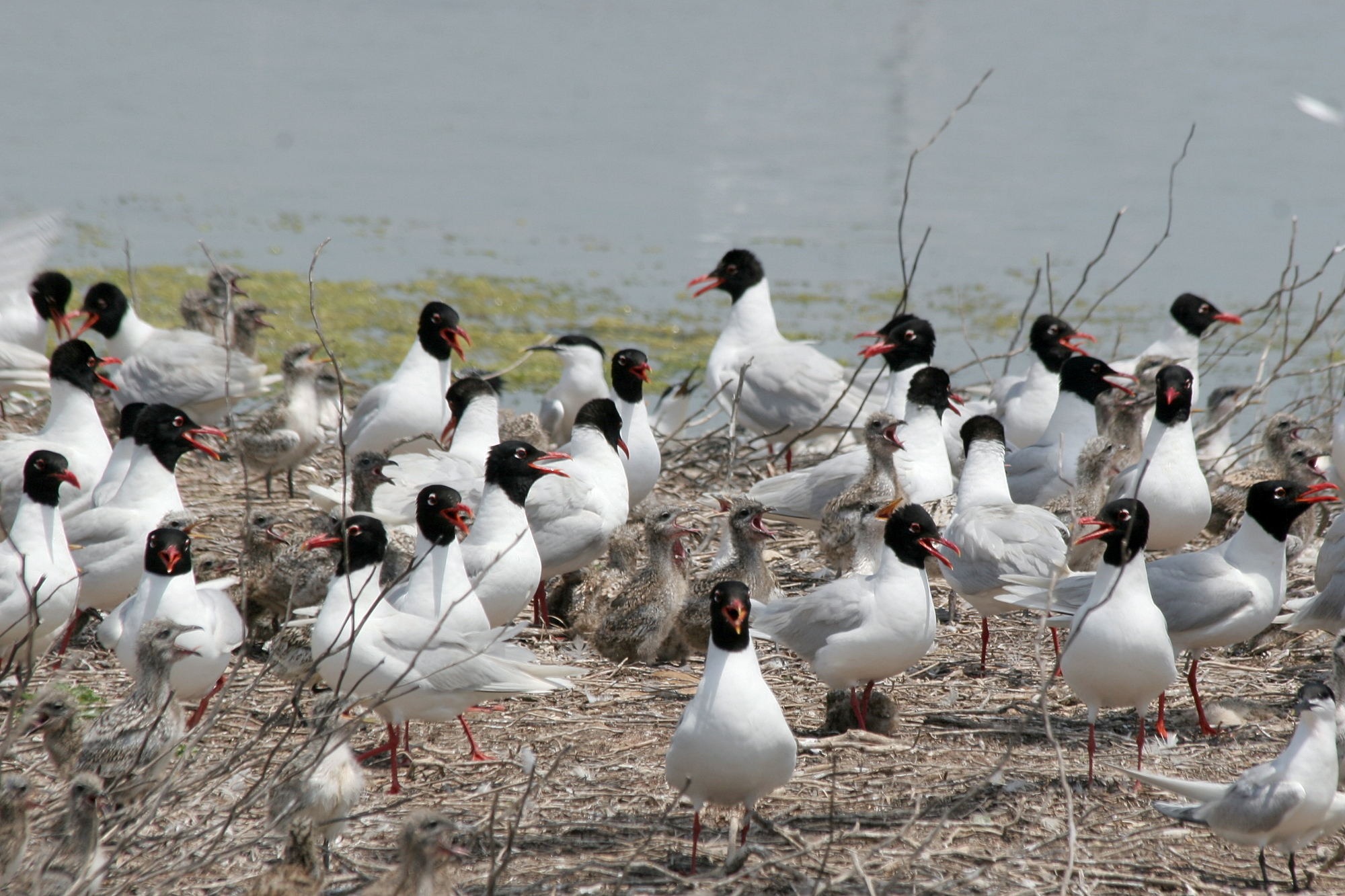
El Ichthyaetus melanocephalus en la crianza en la Reserva de la Biosfera del Mar Negro. Alrededor de la mitad de la población mundial de esta ave anida aquí en islas bajas y es probable que pierda su temporada de reproducción de 2023 debido a las inundaciones.

Las consecuencias ambientales aún son difíciles de establecer, pero al menos existen posibles problemas con la contaminación del área de agua de Dnipro por los productos de combustible de la estación.
Varios hábitats de vida silvestre están inundados.
Unos trescientos animales del Zoológico Fairytale Dibrova se ahogaron en el desastre. El zoológico estaba río abajo y al oeste de la presa. Inmediatamente después, TASS afirmó falsamente que el zoológico ni siquiera existía.
También se ha publicado un video que muestra a los lugareños que tienen que mover el ganado a través de las áreas afectadas por las inundaciones.
El zoológico Kazkova Dibrova en la Nova Kajvka ocupada quedó completamente inundado. Solo sobrevivieron cisnes y patos.
La Cruz Roja advirtió que los campos de minas han sido arrasados. Erik Tollefsen, jefe de la sección de armas de la Cruz Roja, dijo: «Sabíamos dónde estaban los peligros... Ahora no lo sabemos. Todo lo que sabemos es que están en algún lugar río abajo».

## En la economía de la región

### Agricultura
Según el Ministerio de Agricultura de Ucrania, la destrucción de la presa dejará 584 000 hectáreas de tierra sin sistemas de riego que proporcionen agua, convirtiéndolos en «desiertos». En 2021, los agricultores cosecharon de esta tierra alrededor de 4 millones de toneladas de cereales y semillas oleaginosas, lo que representa alrededor del 4 % de la producción de cereales y semillas oleaginosas de Ucrania. El 94 % de los sistemas de riego en Jersón, el 74 % de los de Zaporiyia y el 30 % de los de las regiones de Dnipro estarán sin agua. Incluso sin el desastre, se esperaba que la producción de granos y semillas oleaginosas de Ucrania bajara un 8 % con respecto a la producción de 2022 y un 36 % con respecto a la producción de 2021 (el año anterior al comienzo de la guerra), según la Asociación de Granos de Ucrania.

### Pesca
El Ministerio de Agricultura de Ucrania, según cálculos preliminares, estimó una pérdida de 10.500 millones de ₴ (285 millones de dólares estadounidenses) para la industria pesquera, como resultado de que los peces son llevados a tierras inundadas donde morirán después de que la inundación retroceda, así como peces de agua dulce expuestos al agua salada y viceversa.

## Planes de reconstrucción de la presa
El 6 de junio de 2023, el jefe de Ukrhydroenergo, Ihor Syrota, anunció que la reconstrucción de la central hidroeléctrica comenzará inmediatamente después de la victoria. Estimó la duración de la reconstrucción en 5 años y el costo en el rango de 800 a 1000 millones de dólares.

## Repercusiones
El 6 de junio, el coronel ucraniano Anatolii Shtefan declaró que las fuerzas rusas habían volado estanques privados cerca de las aldeas de Peremozhne y Hannivka en el óblast ocupado de Zaporizhzhia. Según él, esto se habría hecho para detener una contraofensiva ucraniana entrante en la región.  También se registraron inundaciones en los campos de otros pueblos de la zona, más precisamente en Petrivka, Viazivka y Yelizavetivka, aunque también en otros.
El 8 de junio, Zelenskyy visitó áreas inundadas del óblast de Jersón, incluida la ciudad de Jersón.  El mismo día aparecieron informes de que Rusia estaba bombardeando Jersón y otras localidades de la región mientras continuaban los esfuerzos de evacuación.